# Кристенсен, Томас (футболист, 2002)
Томас Тиессон Кристенсен (дат. Thomas Thiesson Kristensen; род. 17 января 2002, Гальтен, Центральная Ютландия) — датский футболист, защитник клуба «Удинезе».

## Клубная карьера
Кристенсен — воспитанник клубов «Гальтен», «Вейле» и «Орхус». 16 мая 2021 года в матче против «Норшелланна» он дебютировал в датской Суперлиге в составе последних. 16 октября 2022 года в поединке против «Норшелланна» Томас забил свой первый гол за «Орхус». Летом 2023 года Кристенсен перешёл в итальянский «Удинезе», подписав контракт на 5 лет. Сумма трансфера составила 3 млн. евро. 24 сентября в матче против «Фиорентины» он дебютировал в итальянской Серии A. 